# حمیدرضا دیوسالار
حمیدرضا دیوسالار (زاده ۴ تیر ۱۳۶۹ - نور) یک بازیکن فوتبال اهل ایران است.